# Nomos Glashütte
NOMOS Glashütte es una empresa relojera alemana con sede en Glashütte (Sajonia), especializada en relojes mecánicos artesanales de cuerda manual y automáticos.
Fue fundada por Roland Schwertner en enero de 1990, dos meses después de la caída del muro de Berlín. Sus diseños se caracterizan por su estética minimalista. La firma es miembro del Deutscher Werkbund, un predecesor del movimiento de la Escuela de la Bauhaus.

## Historia

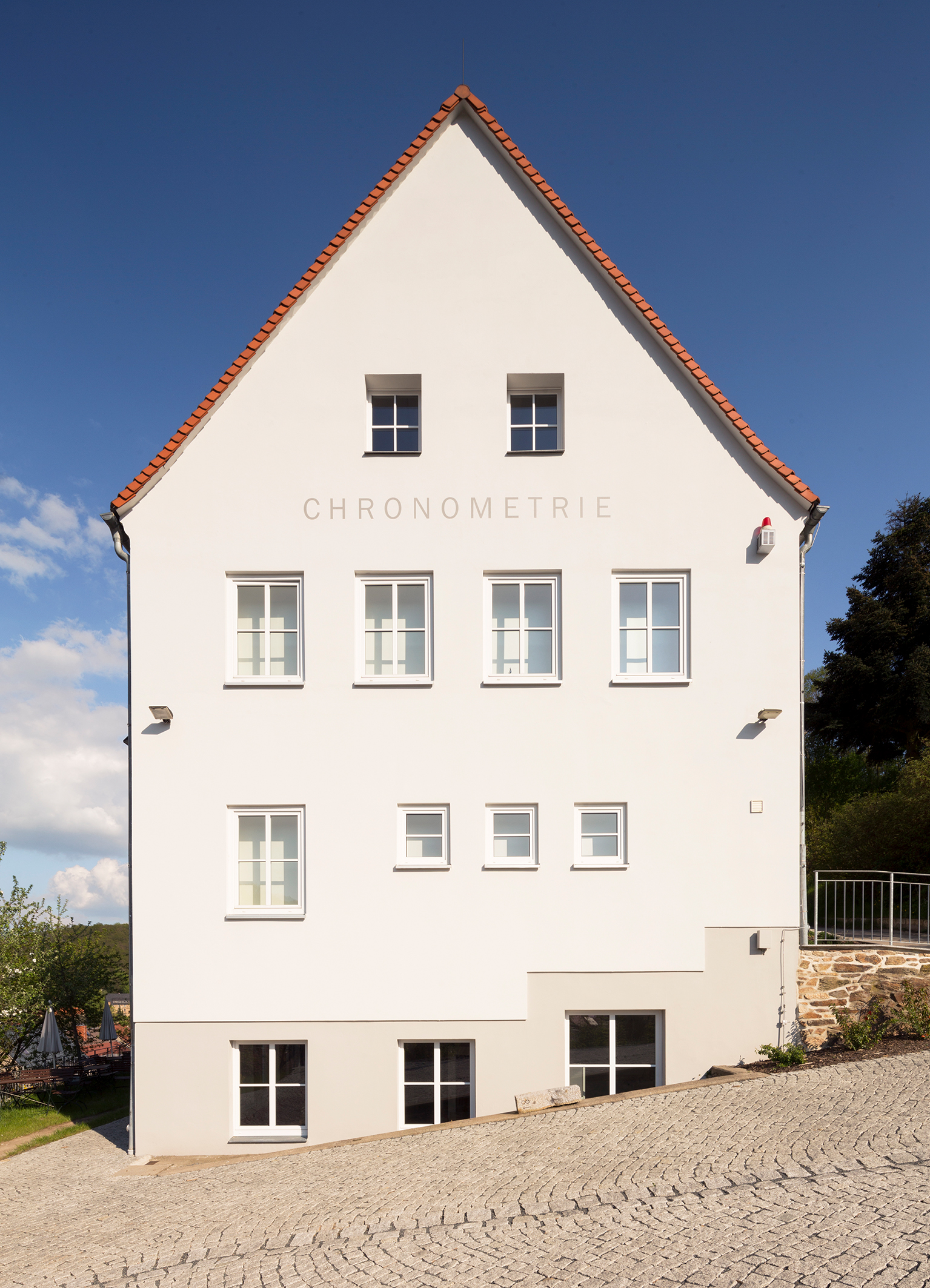
El edificio de cronometría en Am Erbenhang, donde se fabrican a mano los relojes NOMOS

La palabra griega "nomos" (νόμος) significa "ley" o "regla". En 1906, una empresa llamada "Nomos-Uhr-Gesellschaft, Guido Müller & Co." empezó a importar relojes fabricados en Suiza y a distribuirlos con el añadido más prestigioso, "Glashütte/Sachsen". Para que una empresa relojera incluyera la palabra "Glashütte" en sus productos, al menos el 50% del calibre debía fabricarse en la localidad. Por este motivo, la empresa A. Lange & Söhne llevó a NOMOS ante los tribunales, y en 1910 Nomos-Uhr-Gesellschaft cesó sus actividades comerciales. La Nomos-Uhr-Gesellschaft de principios del siglo XX y la actual NOMOS Glashütte no tienen en común nada más que el nombre Nomos.
En 1990, Roland Schwertner, un experto en informática y fotógrafo de Düsseldorf, registró la marca NOMOS Glashütte/SA. Poco después, en 1992, salió al mercado la primera colección de relojes NOMOS. Actualmente, NOMOS Glashütte cuenta con tres sedes en Glashütte, una ciudad conocida por su tradición relojera. El departamento administrativo se encuentra en el antiguo edificio de la estación de Glashütte, mientras que la mayoría de los relojeros se encuentran en la calle "Am Erbenhang". Desde 2017, se puede encontrar otra planta de fabricación en el distrito de Schlottwitz. La producción anual es de aproximadamente 20.000 piezas. En sus primeros años, la empresa se centró en la fabricación de relojes mecánicos con movimientos de cuerda manual. Hasta 2005, la base de estos movimientos era el movimiento ETA/Peseux 7001 de fabricación suiza. Desde abril de 2005, NOMOS Glashütte solo utiliza movimientos de fabricación propia. El primer reloj NOMOS automático, el Tangomat, se presentó en el verano de 2005.
En 2014, la empresa presentó su propio mecanismo de escape de fabricación propia, conocido como NOMOS Swing System, que le permitió dejar de depender de los fabricantes suizos. Este nuevo componente se fue introduciendo gradualmente en la gama de calibres de NOMOS. Desde 2016, la empresa se ha concentrado en actualizar su gama de calibres con el NOMOS Swing System. Una vez actualizados, los calibres reciben un nombre que comienza con "DUW". Este acrónimo significa "Deutsche Uhrenwerke" y tiene como objetivo destacar la producción interna de calibres de la empresa.
Los calibres de la serie neomatik ("nuevo automático") de la empresa son considerablemente delgados. NOMOS Glashütte presentó el DUW 3001, su décimo calibre de fabricación propia, en 2015.

## Modelos
La marca inició la producción en 1992 con cuatro modelos básicos: Tangente, Orion, Ludwig y Tetra. Desde entonces, NOMOS Glashütte ha ampliado gradualmente su gama de relojes para incluir nuevos modelos y tamaños, como Club y Metro. En 2013, la empresa introdujo dos modelos dorados en su colección, Lambda y Lux.
|  |  |  |  |  |

## Calibres
NOMOS Glashütte posee múltiples patentes para sus calibres, como por ejemplo para el mecanismo de fecha, el indicador de reserva de marcha y para el escape patentado, el sistema oscilante NOMOS. NOMOS Glashütte produce actualmente once calibres de manufactura con diversas complicaciones.

## Premios
Los relojes NOMOS han ganado más de 150 premios de diseño hasta la fecha (a diciembre de 2018), incluidos el Premio de Diseño IF, el Good Design Award de Chicago, el Premio de diseño Red Dot y el German Design Award. En 2018, NOMOS Glashütte se convirtió en la primera marca no suiza después de A. Lange & Söhne en ganar el Gran Premio de Relojería de Ginebra (GPHG) con el modelo Tangente Update, que también ha sido galardonado con el European Product Design Award (EPDA).